# Юаса
Юаса (яп. 湯浅町, ゆあさちょう, юаса тьо ) — містечко в Японії, у західно-центральній частині префектури Вакаяма.